# Хархај
Хархај (слч. Harhaj) насељено је мјесто са административним статусом сеоске општине (слч. obec) у округу Бардјејов, у Прешовском крају, Словачка Република.

## Становништво
| Година:    | 1994. | 2004.   | 2014. | 2024.   |
| ---------- | ----- | ------- | ----- | ------- |
| Број људи: | 229   | 250     | 270   | 257     |
| Разлика:   |       | +9,17 % | +8 %  | -4,81 % |

| Година:    | 2023. | 2024.   |
| ---------- | ----- | ------- |
| Број људи: | 260   | 257     |
| Разлика:   |       | -1,15 % |

Према подацима о броју становника из 2024. године насеље је имало 257 становника.